# Kênh đào Nicaragua

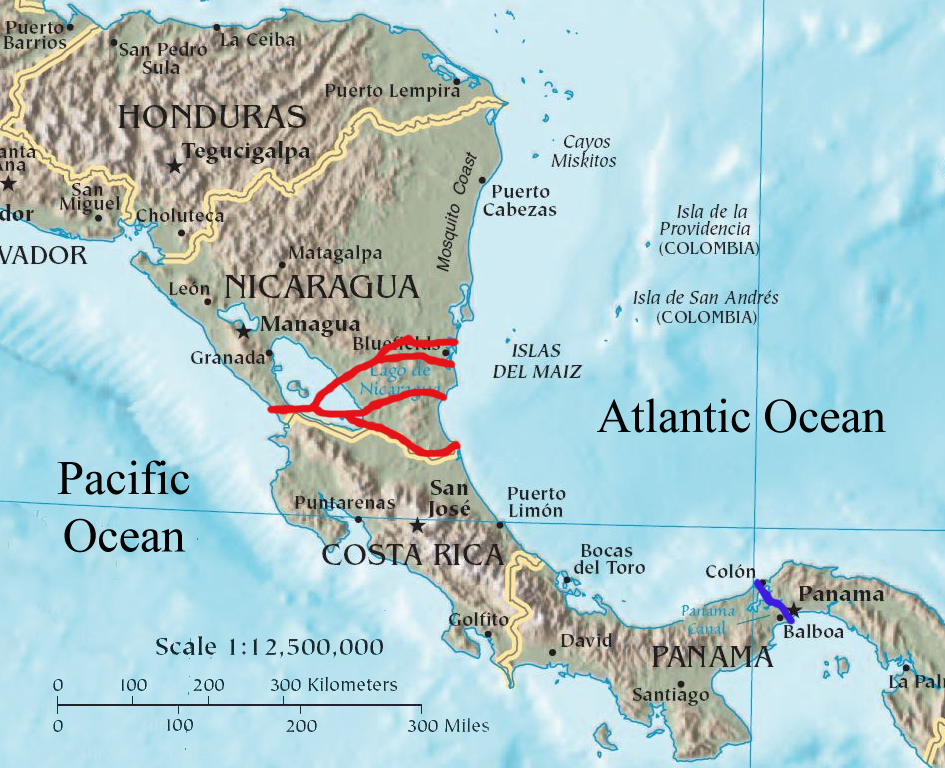
Tuyến kênh đào đề xuất màu đỏ (2013). Màu xanh da trời: kênh đào Panama.

Kênh đào Nicaragua là một dự án kênh đào nối biển Caribe ở Đại Tây Dương với Thái Bình Dương. Dự án do một công ty có trụ sở ở Hồng Kông (Công ty đầu tư phát triển kênh đào HK Nicaragua) làm chủ đầu tư. Tháng 6/2013, Quốc hội Nicaragua đã thông qua một dự luật cho phép đầu tư nhượng quyền và khai thác cho Hong Kong Nicaragua Canal Development Investment Company trong 50 năm. Thời hạn nhượng quyền có thể kéo dài thêm 50 năm nữa khi con kênh đã vận hành.
Một con kênh như vậy sẽ đi theo tuyến sông đến hồ Nicaragua và sau đó ít nhất là 10 km qua eo đất Rivas để nối với Thái Bình Dương (thông qua một kênh đào từ Brio).
Dự án này có tổng mức đầu tư dự kiến 40 tỷ USD và dự kiến khởi công xây dựng năm 2014, dự kiến hoàn thành sau 6 năm thi công. Kênh đào này sâu 22m, dài 286 km cho phép các siêu tàu container lưu thông qua với trọng tải lên tới 250.000 tấn, gấp đôi kích thước của con tàu lớn nhất hiện đang lưu thông qua kênh đào Panama. Theo thỏa thuận, sau khi hoàn thành, công ty chủ đầu tư dự án này sẽ được quyền khai thác trong vòng 100 năm và cạnh tranh trực tiếp với kênh đào Panama.
Theo hợp đồng giữa chính phủ Nicaragua và chủ đầu tư dự án, trong 10 năm đầu công ty này sẽ trả cho chính phủ Nicaragua 10 triệu USD/năm, sau đó được chia lợi bắt đầu từ 1% và dần tăng lên.
Có một số tranh cãi về tác động xấu của dự án này đối với môi trường khi kênh đào này đi qua hồ Nicaragua, hồ cung cấp nước ngọt quan trọng của khu vực.